# Johann Sebastian Kobe von Koppenfels

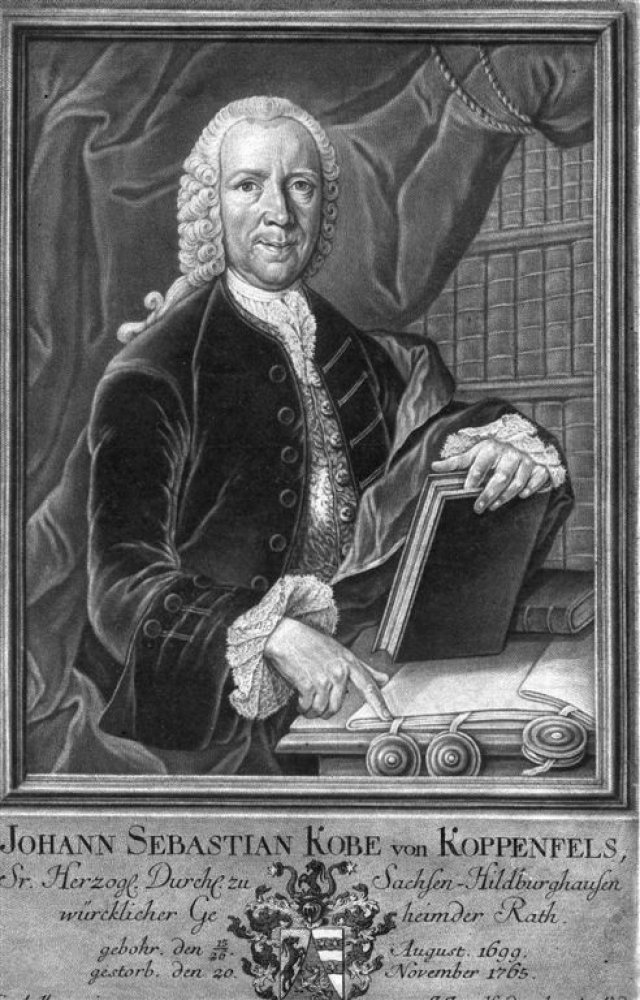
Johann Sebastian Kobe von Koppenfels, Kupferstich von Johann Jakob Haid nach einer Zeichnung von Georg Albrecht Meuser

Johann Sebastian Kobe von Koppenfels, geboren als Johann Sebastian Kob (* 15. August 1699 in Eisfeld; † 20. November 1765 in Hildburghausen) war ein deutscher Jurist und Hofbeamter, zuletzt im Rang und mit Titel eines Herzoglich-Sachsen-Hildburghausischen Wirklichen Geheimen Rates. Er ist der Ahnherr der Adelsfamilie von Koppenfels.

## Familie
Johann Sebastian Kobe von Koppenfels entstammte der thüringischen, ursprünglich bürgerlichen Tuchmacherfamilie Kob in Hildburghausen. Seine Vorfahren und Verwandten waren seit dem 16. Jahrhundert Ratsmitglieder der Stadt und stellten durch seinen Großvater Lorenz Kob († 14. Dezember 1672 in Hildburghausen), der ebenfalls Tuchmacher war, dort sogar den Bürgermeister.
Kob war der vierte Sohn des evangelisch-lutherischen Pfarrers und Superintendenten zu Eisfeld, Michael Kob (* 26. Februar 1652 in Hildburghausen; † 25. Oktober 1717) und dessen 1685 geheirateter Ehefrau Maria Catharina geb. Sternbeck († 1745), Tochter des Superintendenten und Hofpredigers zu Saalfeld, Paul Sternbeck (1642–1717) und dessen 1664 geheirateter Ehefrau Catharina Cordula geb. Partesen.
Kob heiratete am 18. Juni 1737 in der Kirche St. Moritz zu Coburg Polyxena Regina geb. Will (* 22. November 1719 in Schweinfurt; † 12. Juni 1756 in Hildburghausen), jüngste Tochter des Schweinfurter Ratsherren sowie kurfürstlich-Mainzischen und Sachsen-Coburg-Saalfeldischen Hofrats Georg Adam Will (1673–1720) und dessen Ehefrau Rosina Helena geb. Gottschalk (1685–1735). Das Ehepaar Kob hatte neun Kinder, von denen sechs den Vater überlebten:
- Johann Friedrich Kobe von Koppenfels (* 22. Juni 1738 in Coburg; † 19. September 1811 in Weimar), studierte Jura, war zuletzt Sachsen-Weimarischer Kanzler und Geheimer Regierungsrat, Herr auf Rohrbach, Nachbar von Johann Wolfgang von Goethe.[1]
- Christiana Helena Kobe von Koppenfels (* 6. Februar 1740 in Coburg; † 1798) ⚭ Ernst August Christian Strasser, herzoglicher Regierungs- u. Hofrat in Hildburghausen.[2]
- Johann Gottlieb Kobe von Koppenfels (* 10. September 1741 in Weimar; † 8. Oktober 1795 in Crimla),[3] Diplomat, Sachsen-Weimarischer Legationsrat
- Carl Heinrich Kobe von Koppenfels (* 23. Mai 1745 in Hildburghausen; † 3. September 1823 in Dresden), kursächsischer, später königlich-sächsischer Offizier, zuletzt Regimentskommandeur in Weißenfels im Rang eines Oberstleutnants.[4]
- Just(us) Siegfried Kobe von Koppenfels (* 3. März 1749 in Hildburghausen; † 20. Oktober 1816 in Hessberg), studierte Jura, zuletzt Geheimer Rat in Sachsen-Coburg. Sein Haus ist noch heute in Hildburghausen erhalten.
- Dorothea Friederica Kobe von Koppenfels (* 11. Februar 1755 in Hildburghausen; † 21. Mai 1850) ⚭ Geheimrat Ludwig Georg Kümmelmann.[5]

## Leben
Johann Sebastian Kob bekam seine erste Schulbildung im heimatlichen Eisfeld. Er immatrikulierte sich am 30. Juni 1716 an der Universität in Jena, wo er Rechtswissenschaften studierte und am 15. Januar 1721 sein Examen pro praxi forensi absolvierte. Am 25. Januar 1721 erhielt Kob seine Zulassung als Advokat in der kursächsischen Regierung in Dresden, wo er aber nur kurze Zeit blieb. Am 16. Dezember 1721 immatrikulierte sich Kob an der Universität in Wittenberg.
Nach abgeschlossenem Studium begann Kob seine Beamtenlaufbahn ab dem 11. Mai 1726 beim Fürstlich-Sachsen-Eisenacher Oberamt Krayenberg. 1728 wurde er vom Herzog Ernst August I. zu Sachsen-Weimar als Rat und Kammerkonsulent mit der Verwaltung der Ämter Heusdorf und Kapellendorf beauftragt.
Am 1. September 1732 wurde Kob Wirklicher Regierungs- und Konsistorialassessor im Herzogtum Sachsen-Hildburghausen.  Bereits ein Jahr später, am 15. Mai 1733 wurde Kob Sachsen-Coburg-Saalfeldischer gemeinschaftlicher Rat in der Geheimen Kanzlei zu Coburg, wo er an der beschwerlichen Teilung des thüringischen Herzogtums beteiligt war.
Am 14. Juni 1737 wurde Kob von Herzog Christian Ernst zum Wirklichen Hof- und Regierungsrat des Herzogtums Sachsen-Coburg-Saalfeld, am 24. Dezember desgleichen Jahres noch zum Konsistorialrat ernannt. Drei Jahre später, 1740 wurde Kob vom Herzog Ernst August I. das Amt eines Geheimen Rates in Sachsen-Weimar angeboten, allerdings folgte er dem Drängen der Herzöge Ernst Friedrich II. und Franz Josias in seinen Ämtern zu bleiben.
Ab 1742 hatte Kob 20 Jahre, speziell unter der vormundschaftlichen Regierung von Sophia Albertine von Erbach, dem fürstlichen Hause im Herzogtum Sachsen-Hildburghausen sowie Sachsen-Coburg wichtige Dienste geleistet. Im vom Herzogtum Sachsen-Meiningen angestrengten Prozess beim Hofgericht um das Amt Sonnefeld von 1743 bis 1752 ließ die Herzogin und Regentin von Sachsen-Hildburghausen, Caroline von Erbach-Fürstenau hauptsächlich Kobe verhandeln, der den Prozessverlauf vorteilhaft gestalten konnte, wobei er besonders in der Hildburghausenschen Münzsache den Beweis führte.
Ende 1748 legte Kob zeitweilig alle seine Ämter nieder, wurde aber 1750 vom Herzog Ernst Friedrich zu Sachsen-Hildburghausen wieder als Wirklicher Geheimer Rat in die Regierungsgeschäfte des Herzogtums gerufen. Seit 1752 war Kob Erb-, Lehn- und Gerichtsherr auf Schwickershausen und Dobertshausen bei Mellrichstadt.
Am 26. April 1754 wurde Johann Sebastian Kob vom deutschen Kaiser Franz I. in den erblichen Reichsadelsstand mit dem Adelszusatz von Koppenfels erhoben. 1760 erscheint er als Kobe von Koppenfels erstmals nachweislich als Autor mit diesem Namen. Sein Enkel Ludwig Heinrich Kobe von Koppenfels (1780–1861), königlich-sächsischer Hof- und Justizrat, erhielt am 1. Januar 1810 die Standeserhöhung in den Freiherrenstand.
Kobe von Koppenfels starb am 20. November 1765 morgens 5 Uhr nach 18-monatiger Krankheit. Er wurde am 24.  November 1765 in Hildburghausen unter Anteilnahme der Familie beerdigt. Die Trauerrede hielt der Oberhofprediger, Konsistorialrat und General-Superintendent zu Hildburghausen, Philipp Ernst Kern. Nur seine zwei jüngsten Söhne waren bei seiner Beerdigung nicht in Hildburghausen anwesend, da Carl Heinrich zu dieser Zeit beim Militär in Braunschweig diente und Just Siegfried an der Universität in Leipzig studierte.

## Werke (Auswahl)
- Exercitatio de iure socerorum, Dissertation, 1720[6]
- Kurtzgefaßter Innhalt der Sachsen-Hildburghäusischen Druckschrift..., 1752[7]
- Historische Nachricht daß bey nahe kein einziger des Münz-Regalis berechtigter Reichs-Stand..., 1759[8]
- Sachsen-Hildburghausische fernere Anmerckungen von dem Münzwesen und der deshalb erhobenen Fiscalischen Klage, 1759[9]
- Ueberzeugender Beweiß, daß von uralten Zeiten her, vermöge Kayßerlicher Begnadigungen, wie überhaupt dem Hochfürstlichen Hause Sachßen, Ernestinischer Linie, also insonderheit auch Sachßen-Hildburghausen, das Münz-Regale zustehe, 1760[10]